# Phalangium crassum
Phalangium crassum is een hooiwagen uit de familie echte hooiwagens (Phalangiidae).